# Open Your Mind and Your Trousers
Open Your Mind and Your Trousers è il ventunesimo album in studio della band tedesca Scooter. È stato pubblicato il 22 marzo 2024 attraverso Sheffield Tunes, Kontor Records e Virgin Records.
Questo è il primo album che vede la partecipazione di Marc Blou, che si è unito al gruppo nel 2022, sostituendo il precedente membro Sebastian Schilde, e il primo senza Michael Simon, che è stato con la band dal 2006 al 2022. Questo album segna anche il ritorno di Jay Frog, che era precedentemente nella band dal 2002 al 2006, poi si è riunito nel 2022. È il suo primo album con la band dall'uscita di Who's Got the Last Laugh Now? nel 2005.

## Tracce
1. Thirty, Rough and Dirty – 1:45
2. Rave & Shout (feat. Harris & Ford) – 3:00
3. Posse Reloaded (feat. Finch) – 2:33
4. Techno Is Back (feat. Harris & Ford) – 2:56
5. I Keep Hearing Bingo – 2:25
6. Children of the Rave – 2:27
7. Let's Do It Again – 2:11
8. Waste Your Youth – 2:44
9. Sun Comes Back Around – 2:33
10. For Those About to Rave (feat. Timmy Trumpet) – 2:42
11. ARDRHU – 3:53
12. Berliner Luft – 2:46
13. Ten Feet – 3:06
14. Constellations – 2:56
15. Avoid Rivals – 4:25

Durata totale: 42:22